# Lisa Stansfield díjainak listája
Ez a szócikk a brit énekes-dalszerző Lisa Stansfield által elnyert, és jelölt zenei díjakat, és bejegyzéseit jeleníti meg.

## Zenei díjak és jelölések

### ASCAP díjkiosztó
Az ASCAP (Amerikai zeneszerzők, és kiadók társasága) egy nonprofit előadóművészi szervezet, melynek tagjai védik a zenék szerzői jogait, nyilvános előadásainak megfigyelésével, akár közvetítés, akár élő előadás útján, és ennek megfelelő kompenzációval. Stansfild egy díjat nyert:
| Év   | Jelölés                | Kategória                         | Eredmény |
| ---- | ---------------------- | --------------------------------- | -------- |
| 1991 | "All Around the World" | Writer of the Most Performed Song | Elnyerte |

### Billboard díjkiosztó
A Billboard Zenei díjátadót a Billboard magazin szponzorálja a művészek tiszteletére a Billboard év végi listáinak alapján. A díjátadó ünnepséget 1990 és 2007 között tartották, majd 2011-től ismét megrendezik. Ezen időtartam előtt és után a Billboard kihirdeti a nyertesek listáját a sajtóban, és az év végi kiadványuk részeként.
| Év   | Jelölés    | Kategória                      | Eredmény |
| ---- | ---------- | ------------------------------ | -------- |
| 1997 | Saját maga | Top Hot Dance Club Play Előadó | Jelölve  |

### Billboard Music Video díjak
A Billboard Music Awards díját a Billboard magazin szponzorálja. A díjak a Nielsen SoundScan eladási adatain és a Nielsen Broadcast Data Systems rádióinformációkon alapulnak.  Stansfield egy díjat kapott:
| Év   | Jelölés    | Kategória         | Eredmény |
| ---- | ---------- | ----------------- | -------- |
| 1990 | Saját maga | Legjobb új előadó | Elnyerte |

### Brit díjkiosztó
A Brit Awards a brit fonográfiai ipar éves popzenei díja. A díjakat 1977 óta adják át, és 1982 óta  az évente megrendezésre kerülő eseményen a brit lemezipar szakmai szövetségének égisze alatt zajlik az esemény. 2007-től a díjátadót a brit televízióban élőben közvetítik, február 14-én az ITV csatornán. Stansfild összesen tizenkét jelölés közül három díjat nyert el.
| Év   | Jelölés                | Kategória                          | Eredmény |
| ---- | ---------------------- | ---------------------------------- | -------- |
| 1990 | "All Around the World" | Az év brit videoklipje             | JelölveA |
| 1990 | "All Around the World" | Az év brit kislemeze               | JelölveB |
| 1990 | Saját maga             | Az év legújabb brit előadója       | Elnyerte |
| 1990 | Saját maga             | A legjobb brit énekesnő (szólista) | JelölveC |
| 1991 | Saját maga             | A legjobb brit énekesnő (szólista) | Elnyerte |
| 1991 | Real Love              | Az év legjobb brit lemeze          | JelölveD |
| 1992 | Saját maga             | A legjobb brit énekesnő (szólista) | Elnyerte |
| 1992 | Change                 | Az év legjobb brit videoklipje     | JelölveE |
| 1993 | All Woman              | Az év legjobb brit videoklipje     | JelölveF |
| 1993 | Saját maga             | A legjobb brit énekesnő (szólista) | JelölveC |
| 1995 | Saját maga             | A legjobb brit énekesnő (szólista) | JelölveG |
| 1998 | Saját maga             | A legjobb brit nekesnő (szólista)  | JelölveH |

Megjegyzések
| - A ↑ note_a1: Nyert a The Cure. - B ↑ note_a1: Nyert Phil Collins. - C ↑ note_a1: Nyert Annie Lennox - D ↑ note_a1: Nyert George Michael albuma a Listen Without Prejudice Vol. 1 című | - E ↑ note_a1: Nyert Seal - F ↑ note_a1: Nyert a Shakespears Sister. - G ↑ note_a1: Nyert Eddi Reader. - H ↑ note_a1: Nyert Shola Ama. |

### Classic Pop Reader díjkiosztó
A Classic Pop egy havonta megjelenő brit zenei magazin, mely 2012 októberében jelent meg először. Ian Peel alapította, aki az első 19 kiadás szerkesztője is volt. Rik Flynn szerkesztőként lépett be a 23. kiadásig, amelyet Steve Harnell jelenlegi szerkesztő követett. Ian Peel továbbra is részt vesz a magazin szerkesztésében.
| Év   | Jelölés       | Kategória      | Eredmény |
| ---- | ------------- | -------------- | -------- |
| 2019 | Saját maga    | Az év előadója | Függőben |
| 2019 | "Billionaire" | Az év dala     | Függőben |

### DMC díjak
| Év   | Jelölés    | Kategória      | Eredmény |
| ---- | ---------- | -------------- | -------- |
| 1990 | Saját maga | Legjobb előadó | Elnyerte |
| 1990 | Affection  | Legjobb album  | Elnyerte |
| 1991 | Real Love  | Legjobb album  | Elnyerte |

### Grammy díjkiosztó
A Grammy-díjakat évente adják át az Egyesült Államok Nemzeti Hangversenyművészeti és Tudományos Akadémián. (NARAS). Stansfieldet kétszer jelölték 1991-ben.
| Év   | Jelölés                | Kategória                             | Eredmény |
| ---- | ---------------------- | ------------------------------------- | -------- |
| 1991 | Herself                | Grammy-díj a legújabb előadóművésznek | JelölveI |
| 1991 | "All Around the World" | Grammy-díj a legjobb női popénekesnek | JelölveJ |

Notes
- I ↑ note_a1:  Megnyerte Mariah Carey.
- J ↑ note_a1:  Megnyerte Carey "Vision of Love" című dala.

### Ivor Novello díjkiosztó
Az Ivor Novello-díjak a brit dalszerzés, és zeneszerzés elismerésének legfontosabb platformja, melyet évente Londonban adnak át, a brit dalszerzők, és zeneszerzők akadémiája (BASCA) által. 1955 óta létezik.
| Év   | Jelölés                | Kategória              | Eredmény |
| ---- | ---------------------- | ---------------------- | -------- |
| 1990 | "All Around the World" | Legjobb kortárs dal    | Elnyerte |
| 1991 | "All Around the World" | Legjobb nemzetközi dal | Elnyerte |

### Razzie díjkiosztó
Az Arany málna díj, rövidítve Razzies, egy anti-díj, melyet a legrosszabb filmek elismeréseként adnak át. A John JB Wilson publicista által 1981-ben alapított kiállítás egy nappal megelőzi a díjátadó ünnepséget. Stasfield mellett Ian Devaney és Andy Morris társszerzők a legrosszabb dal kategóriájában (Indecent Proposal) lettek jelöltek.
| Év   | Jelölés                   | Kategória              | Eredmény |
| ---- | ------------------------- | ---------------------- | -------- |
| 1994 | "In All the Right Places" | A legrosszabb filmzene | JelölveK |

Megjegyzés
- K ↑ note_a1:  Megnyerte a"Addams Family Whoomp!" című dal a  Tag Team előadásában, mely azAddams Family Values című albumon található.

### Silver Clef díjkiosztó
A Silver Clef díjátadó egy brit díjátadó esemény, mely célja a Nordoff-Robbins zeneterápiás központ jótékonysági és díjátadó tevékenysége. 1988-ban az Egyesült Államokban is megrendezték.
| Év   | Jelölés    | Kategória       | Eredmény |
| ---- | ---------- | --------------- | -------- |
| 1990 | Saját maga | Legújabb belépő | Elnyerte |

### Women's World díjátadó
2004 óta a Nők világdíját a Szovjetunió volt elnöke Mihail Gorbacsov vezetésével szervezett világdíj-szervezet szponzorálja, és olyan nőknek szánják, akik a világot munkájuk révén befolyásolták olyan területeken, mint a társadalom, vagy a politika. 2005-ben a díjakat Lipcsében, Németország adták át. 
| Év   | Jelölés    | Kategória            | Eredmény |
| ---- | ---------- | -------------------- | -------- |
| 2005 | Saját maga | Művészetek világdíja | Elnyerte |

### World Music díjkiosztó
A World Music Awards egy 1989-ben alapított nemzetközi díjátadó, mely minden évben a feltörekvő művészeket díjazza, a Hanglemezipar Nemzetközi Szövetsége (IFPI) által, a világméretű eladások alapján.
| Év   | Jelölés | Kategória           | Eredmény |
| ---- | ------- | ------------------- | -------- |
| 1991 | Herself | Legjobb brit művész | Elnyerte |

## Zenei felvételek díja eladások alapján
Ez a díjátadó a zenei felvételek, albumok eladását igazolja, melynek során bizonyos eladási példányt produkáló felvételek az eladások során arany, ezüst, platina, vagy gyémánt elismerést kaphatnak az eladások alapján. Ezek a tanúsítványok nem automatikusak, a lemezkiadónak díjat kell fizetnie a szóban forgó kiadás ellenőrzésének elvégzéséért.

### BPI
A brit fonográfiai ipar (BPI) az Egyesült Királyság-beli zenei szakmai szövetsége. A díj mértéke az eladások alapján változik. Stansfieldet nyolcszor jelölték erre a díjra.
| Év   | Jelölés                | Formátum | Díj         | Eladások /db | Eredmény |
| ---- | ---------------------- | -------- | ----------- | ------------ | -------- |
| 1989 | "All Around the World" | kislemez | Gold        | 400,000      | Elnyerte |
| 1990 | Affection              | Album    | 3x Platinum | 900,000      | Elnyerte |
| 1992 | Real Love              | Album    | 2x Platinum | 600,000      | Elnyerte |
| 1994 | So Natural             | Album    | Platinum    | 300,000      | Elnyerte |
| 1997 | Lisa Stansfield        | Album    | Gold        | 100,000      | Elnyerte |

### BVMI
A BVMI  (Bundesverband Musikindustrie) az angol BPI német díjkiosztó megfelelője, mely az eladások alapján, valamint a platina, és arany minősítés alapján díjazza a zenei albumokat. Stansfield három minősítést nyert.
| Év   | Jelölés                | Formátum | Díj      | Eladások / db | Eredmény |
| ---- | ---------------------- | -------- | -------- | ------------- | -------- |
| 1990 | "All Around the World" | kislemez | Gold     | 250,000       | Elnyerte |
| 1990 | Affection              | Album    | Platinum | 500,000       | Elnyerte |
| 1992 | Real Love              | Album    | Gold     | 250,000       | Elnyerte |

### IFPI
Európában a Fonográfiai Ipar Nemzetközi Szövetsége (IFPI) az a szervezet, amely világszerte képviseli a zenei felvételek érdekeit. Székhelye Londonban van , regionális irodái vannak Brüsszelben , Hong Kongban , Miamiban és Moszkvában is.
| Év              | Jelölés                | Formátum      | Díj           | Eladások / db | Eredmény      |
| IFPI Ausztria   | IFPI Ausztria          | IFPI Ausztria | IFPI Ausztria | IFPI Ausztria | IFPI Ausztria |
| --------------- | ---------------------- | ------------- | ------------- | ------------- | ------------- |
| 1990            | Affection              | Album         | Gold          | 10,000        | Elnyerte      |
| 1990            | "All Around the World" | kislemez      | Gold          | 15,000        | Elnyerte      |
| IFPI Svédország |                        |               |               |               |               |
| 1990            | Affection              | Album         | Gold          | 20,000        | Elnyerte      |
| 1990            | "All Around the World" | kislemez      | Gold          | 25,000        | Elnyerte      |

### RIAA
Az Amerikai Hanglemezipari Szövetség (RIAA) díjátadója az értékesítések alapján. Stansfield három minősítést kapott.
| Év   | Jelölés                | Formátum | Díj      | Eladások / db | Eredmény |
| ---- | ---------------------- | -------- | -------- | ------------- | -------- |
| 1990 | "All Around the World" | kislemez | Platinum | 1,000,000     | Elnyerte |
| 1990 | Affection              | Album    | Platinum | 1,000,000     | Elnyerte |
| 1992 | Real Love              | Album    | Gold     | 500,000       | Elnyerte |

## Év végi összesítések

### Ausztria
A hivatalos osztrák slágerlista Ö3 Austria Top 40 melyet péntekenként a Hitradio Ö3 rádióállomáson sugároznak. A Musikmarkt nevű zenei magazin állítja össze, és a GO TV-n is látható a slágerlista.
| Év   | Jelölés                | Kategória       | Eredmény |
| ---- | ---------------------- | --------------- | -------- |
| 1990 | "All Around the World" | Legjobb pop dal | #20      |

### Olaszország
Az Olasz Zeneipar Szövetsége (FIMI) ( olaszul : Federazione Industria Musicale Italiana ) mely nyomon követi  2008-tól a fizikai kislemez eladásokon kívül a digitális letöltéseket is, melyek a legális internetes és mobil letöltések alapján kerülnek díjazásra.
| Év   | Jelölés    | Kategória         | Eredmény |
| ---- | ---------- | ----------------- | -------- |
| 1993 | So Natural | Legjobb pop album | #86      |
| 2005 | The Moment | Legjobb pop album | #177     |

### Hollandia
A Dutch Top 40 egyike a három hivatalos kislemez eladásokat tartalmazó listának Hollandiában. Az One Top 100 mellett a Mega Top 50 airplay lista tartalmazza a leggyakrabban játszott rádiós dalt, annál magasabb a slágerlistás helyezése.
| Év   | Jelölés                | Kategória       | Eredmény |
| ---- | ---------------------- | --------------- | -------- |
| 1990 | "All Around the World" | Legjobb pop dal | #46      |
| 1992 | "Change"               | Legjobb pop dal | #53      |

### Svájc
Svájcban a Singles Top75 és az Alben Top 75 a Media Control GfK International által közzétett listák az ország különféle zenei műfajaiban a legjobban teljesítő, eladott albumokat figyeli.
| Év   | Jelölés                | Kategória       | Eredmény |
| ---- | ---------------------- | --------------- | -------- |
| 1990 | "All Around the World" | Legjobb pop dal | #19      |

### Egyesült Királyság
Az Egyesült Királyság Top 75 listáját a The Official Charts Company (OCC) állítja össze, és teszi közzé a Music Week magazinban. Az ország 200 legnépszerűbb kislemezeinek, albumainak listáját kizárólag a ChartPlus hírlevél teszi közzé. Az amerikai slágerlistákkal ellentétben az Egyesült Királyságban nem használnak "airplay" statisztikát.
| Év   | Jelölés                      | Kategória         | Eredmény |
| ---- | ---------------------------- | ----------------- | -------- |
| 1989 | "All Around the World"       | Legjobb pop dal   | #12      |
| 1989 | "People Hold On"             | Legjobb pop dal   | #140     |
| 1989 | "This Is the Right Time"     | Legjobb pop dal   | #163     |
| 1992 | Real Love                    | Legjobb pop album | #6       |
| 1992 | "Time to Make You Mine'      | Legjobb pop dal   | #187     |
| 1993 | "In All the Right Places"    | Legjobb pop dal   | #66      |
| 1993 | Someday (I’m Coming Back)    | Legjobb pop dal   | #104     |
| 1993 | So Natural                   | Legjobb pop album | #72      |
| 2003 | Biography: The Greatest Hits | Legjobb pop album | #73      |

### USA
Az amerikai Billboard év végi listái az egyes albumok listája a Billboard magazin slágerlistái alapján összeállítva az adott évben. 
| Év   | Jelölés                | Kategória       | Eredmény |
| ---- | ---------------------- | --------------- | -------- |
| 1990 | "All Around the World" | Legjobb pop dal | #21      |

## Lásd még
- Lisa Stansfield-diszkográfia